# Pala (Anatolia)
Pala (cuneiforme pa-la-a) era un país de la edad de Bronce en el norte de Anatolia. Nada más se sabe sobre Pala que su lengua materna, que es la lengua palaica (palaumnili), y su religión nativa.  La única persona conocida que es de origen pálico es una sacerdotisa ritual Anna.  Este reino fue coeataneo de los hititas y de la Confederación Arzawa y fue destruido en la invasión de los pueblos del Mar.

## Localización
El país de Pala puede ubicarse en la región del Mar Negro. Hay dos posibilidades donde Pala pudo haber establecido en esta región. La primera posibilidad es el país conocido como Paphlagonia en la antigüedad clásica. La segunda posibilidad es el territorio que se llamó Blaene en la antigüedad. Ambas ecuaciones se basan en similitudes fonéticas. Un país llamado * Bla que lleva a Blaene en escritura cuneiforme solo podría haberse escrito como pa-la-a.

## Historia
En el antiguo período hitita, Pala fue mencionado como un área administrativa bajo jurisdicción hitita en las leyes hititas.  Al final del antiguo período hitita, el contacto entre los hititas y Pala cesó debido a la captura de Kaskian de la región del Mar Negro. Es probable que los pueblos palaicos desaparecieran con la invasión kaskiana. 